# Wilner Piquant
Wilner Piquant (4 de diciembre de 1951) es un exfutbolista que jugaba como portero. En 2005 estuvo hospitalizado durante varias semanas (por una pierna rota), tras un asalto en el que unos bandidos intentaron robarle el coche.

## Trayectoria
A nivel de clubes jugó en Haití para Aigle Noir AC y Violette AC. En 1978, jugó en la Canadian National Soccer League con los Ottawa Tigers.

## Selección nacional
Formó parte del equipo haitiano en la Copa del Mundo de Alemania 1974. Jugó en tres partidos clasificatorios para la Copa del Mundo de 1978 y seis para la de 1982, siendo el último un empate 1-1 con México en Tegucigalpa.

### Participaciones en Copas del Mundo
| Mundial                        | Sede     | Resultado    |
| ------------------------------ | -------- | ------------ |
| Copa Mundial de Fútbol de 1974 | Alemania | Primera fase |

## Clubes
| Club                   | País   | Año       |
| ---------------------- | ------ | --------- |
| Aigle Noir             | Haití  | 1971-1974 |
| Violette               | Haití  | 1974-1976 |
| Aigle Noir             | Haití  | 1977-1982 |
| Ottawa Tigers (cesión) | Canadá | 1978      |

## Palmarés

### Títulos internacionales
| Título                                | Equipo | Sede  | Año  |
| ------------------------------------- | ------ | ----- | ---- |
| Campeonato de Naciones de la Concacaf | Haití  | Haití | 1973 |